# Falcão, o Bagulho É Doido
Falcão, O Bagulho é Doido é um álbum de estúdio lançado em 2006 pelo cantor de rap brasileiro MV Bill. Este é o terceiro álbum lançado pelo artista.

## Faixas
1. "Falcão" (part. Kmila CDD)
2. "O Bagulho é Doido"
3. "Falso Profeta (Para de Cao)"
4. "Junto e Misturado" (part. Kmila CDD)
5. "Enquanto Eu Posso"
6. "E Nós e a Gente"
7. "O Preto em Movimento" (part. Sandra de Sá)
8. "Sei Quem Sou"
9. "Estilo Vagabundo" (part. Kmila CDD)
10. "Minha Flecha na Sua Mira (Me Leva)"
11. "Gente Estranha"
12. "Manifesto do Gueto"
13. "Língua de Tamandua" (part. Caetano Veloso)
14. "Aqui Tem Voz" (part. Vanusa)
15. "Não Acredito"
16. "9 da Manhã"

## Produção Musical
- Parteum - faixas 1, 4 e 12
- DJ Luciano Rocha - faixas 2, 3, 6, 7, 8, 13, 14, 16
- Francês - faixa 5
- Kapony - faixas 9 e 11
- Márcio Borges - faixa 10
- Fábio Cabeça - faixa 15